# 오지촌 (효고현)
오지촌(大路村)은 효고현 히카미군에 있던 촌이다. 현재의 단바시에 해당한다.

## 역사
- 1889년 4월 1일 - 정촌제 시행에 의해 9촌의 구역을 가지고 성립하였다.
- 1955년 3월 20일 - 구로이정, 가스카베촌, 고쿠료촌, 후나키촌과 합병해, 가스가정이 성립, 동일 오지촌은 폐지되었다.

## 교통

### 도로
현재는 마이즈루 와카사 자동차도로가 구촌 지역을 지나가지만, 당시에는 미개통이었다.

## 참고문헌
- 角川日本地名大辞典 28 兵庫県